# Stan Hugill
Stan (Stanley James) Hugill (ur. 19 listopada 1906 w Hoylake, Merseyside – zm. 13 maja 1992 w Aberystwyth) był muzykiem folkowym i historykiem morskim znanym jako "Last Working Shantyman" (pl. Ostatni pracujący shantyman).
Jego rodzicami byli Henry James Hugill i Florence Mary Southwood. Służył jako shantyman na "Garthpool", ostatnim brytyjskim komercyjnym statku żaglowym, w jego ostatnim rejsie, który zakończył się wypadkiem i rozbiciem 11 listopada 1929 w pobliżu Wysp Zielonego Przylądka. Brał udział w tworzeniu Groves Dictionary of Music and Musicians. Był także utalentowanym malarzem-marynistą.
Po spędzeniu czterech i pół roku jako niemiecki jeniec w czasie II wojny światowej Hugill został instruktorem w Outward Bound Sea School w Aberdovey (lata 1950-1975). W latach 50. XX wieku uczył także żeglarstwa (i śpiewania szant) na żaglowym statku szkolnym „Pamir”, ale nie brał udziału w jego ostatnim, tragicznie zakończonym rejsie.
Prowadził program BBC Dance and Skylark w latach 1965-1966. Prowadził comiesięczną kolumnę Bosun's Locker w liverpoolskim magazynie folkowym Spin.
W 1986 r. i w latach następnych wielokrotnie uczestniczył w Festiwalu Piosenki Żeglarskiej Shanties w Krakowie.
Mówił płynnie po japońsku i hiszpańsku (mówił także po maorysku, malajsku, chińsku i różnymi dialektami polinezyjskimi) pracował także jako tłumacz japońskiego w latach 1951-1959.
Ożenił się z Bronwen Irene Benbow w 1952; miał dwójkę dzieci (Philip i Martin).

## Stan Hugill Memorial Trophy
Od 1993 Stan Hugill Memorial Trophy jest przyznawane zwycięzcy The Tall Ships' Crews Shanty Competition. Konkurs stał się międzynarodowy w 2000, gdy został przeprowadzony w Douarnenez (Francja). W 2005 został przeprowadzony na Newcastle Tall Ships Festival.

## Nagrania i publikacje

### Książki
- Shanties from the Seven Seas
- Sailor Town
- Shanties and Sailor Songs
- Sea Shanties
- Songs of the Seas

### Płyty
- Shanties from the Seven Seas
- On Board the Cutty Sark
- A Salty Fore Topman
- Chants des Marins Anglais
- Sailing Days
- Stan Hugill Reminisces
- Stan Hugill
- Men and the Sea Men
- Sea Songs Volume 1
- Sea Songs Volume 2
- When the Wind Blows

### Wideo
- Stan Hugill, The Last Shantyman
- All I Ask is a Tall Ship ("The World About Us" BBC TV)
- The Last Voyage of the Garthpool ("Yesterday's Witness" BBC TV)